# Nelliyalam
Nelliyalam è una suddivisione dell'India, classificata come town panchayat, di 42.400 abitanti, situata nel distretto dei Nilgiri, nello stato federato del Tamil Nadu. In base al numero di abitanti la città rientra nella classe III (da 20.000 a 49.999 persone).

## Geografia fisica
La città è situata a 11° 29' 50 N e 76° 22' 33 E.

## Società

### Evoluzione demografica
Al censimento del 2001 la popolazione di Nelliyalam assommava a 42.400 persone, delle quali 21.106 maschi e 21.294 femmine. I bambini di età inferiore o uguale ai sei anni assommavano a 5.594, dei quali 2.850 maschi e 2.744 femmine. Infine, coloro che erano in grado di saper almeno leggere e scrivere erano 31.239, dei quali 16.873 maschi e 14.366 femmine.